# Aulos

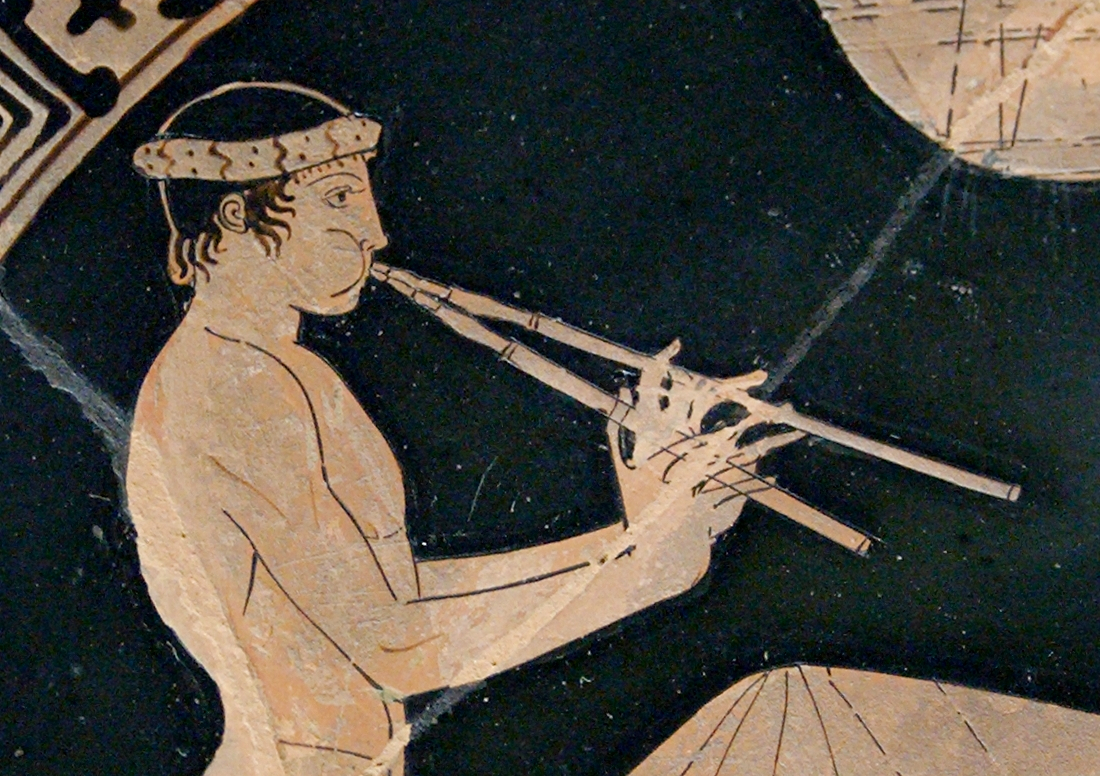
Aulos

Aulos, množné číslo auloi (starořecky: αὐλός, αὐλοί) byl starořecký dvouplátkový dechový nástroj. Byl znám též jako kalamos nebo libykos lotos. Staří Římané mu říkali tibia. Je často zobrazovaný v umění, jeho reálná existence je doložena archeology. Ačkoli se slovo aulos často překládá jako "flétna" nebo "dvojitá flétna", zvuk – popisovaný jako "pronikavý, naléhavý a vzrušující" – byl více podobný zvuku moderního hoboje nebo dud. Hráč na tento nástroj se nazýval aúletés (αὐλητής). Společenské využití bylo značně široké, aulos byl využíván v armádě (zejm. ve Spartě), k doprovodu vášnivé elegické poezie, divadelních dramat i sportovních klání. Často byl užíván na soukromých pijatikách. Na triérách pomáhal určovat veslařské tempo. Ačkoli původně byla hra na aulos doménou aristokratů, od 5. století př. n. l. byla spojována s profesionálními hudebníky, často otroky. Římsko-řecký spisovatel Lúkianos pojednává o hře na aulos ve svém dialogu Harmonides. Hráč na aulos v něm diskutuje o problému slávy se svým žákem, z čehož je patrné, že hráči zřejmě dosahovali mimořádné popularity. Mytickým vynálezcem aulu byl satyr Marsyas. Už to naznačuje, že antika nástroj spojovala s šílenstvím, extází a sexualitou. Platón svědčil, že nástroj byl spojen s extatickými kulty Dionýsa a Korybantů a jako takový ho odmítal (v Ústavě; v Zákonech ho bere na milost). Jakýmsi symbolickým protipólem aulu byla kithara, vnímaná jako "apollónská", rozumovější. Tato dualita je však spíše athénskou specialitou, v jiných řeckých městských státech byl nástroj vnímán jinak.